# Qatar SC Stadium
Le Suheim bin Hamad Stadium (en arabe : ملعب سحيم بن حمد) appelé également Qatar SC Stadium (en arabe : ملعب نادي قطر) est une enceinte sportive située à Doha au Qatar. Le Qatar SC Stadium est utilisé par le club de football du Qatar Sports Club.
Le Qatar SC Stadium possède une capacité d'environ 13 000 spectateurs.

## Événements
- Coupe d'Asie des nations de football 1988
- Doha Diamond League (depuis 1997)
- Coupe d'Asie des nations de football 2011
- Championnats du monde d'athlétisme handisport 2015